# Octobre 1797

## Événements

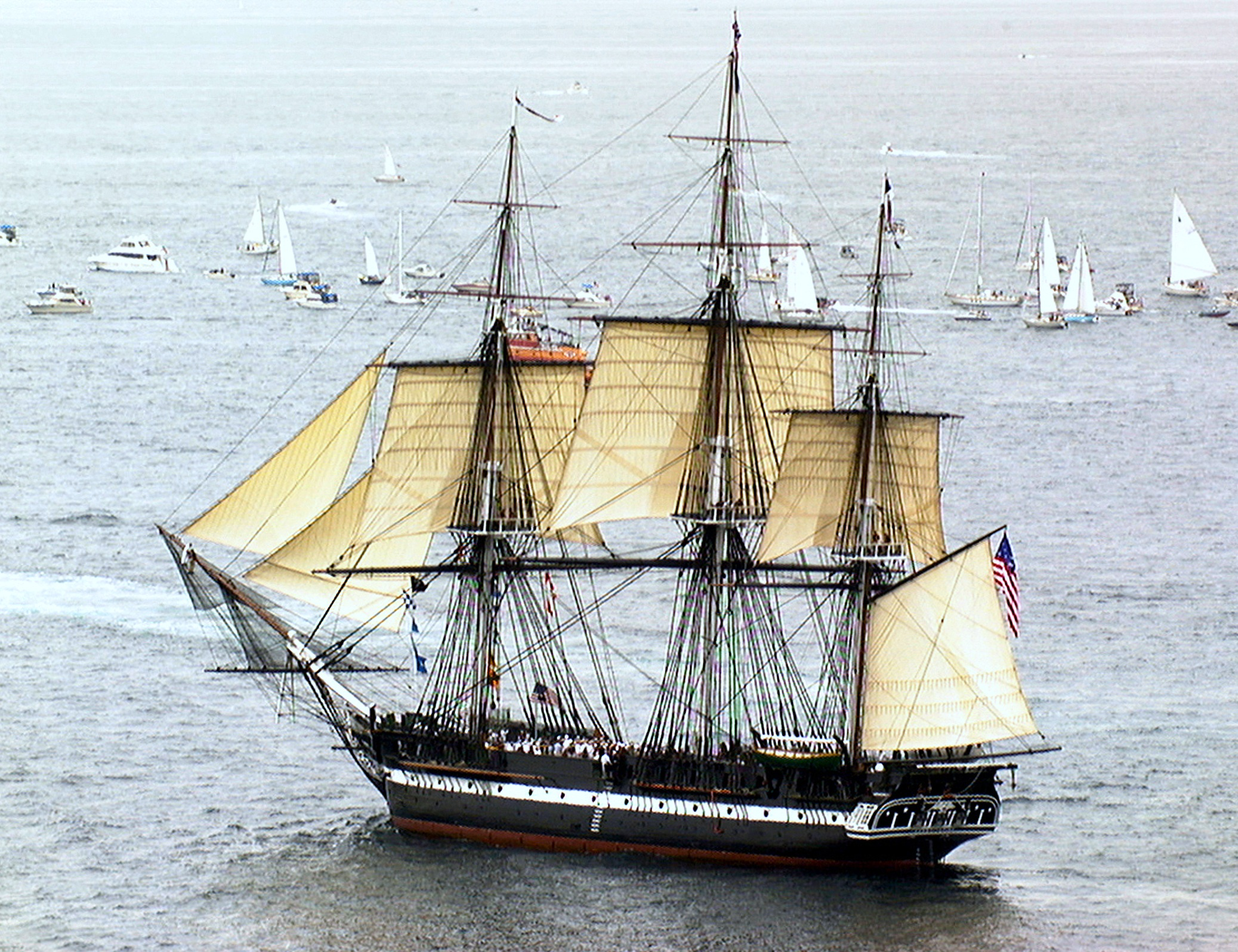
USS Constitution.

- Empire russe : échec de la mission de Caillard à Saint-Pétersbourg pour tenter un rapprochement entre la France et la Russie[1].
- 1er octobre, Empire russe : après la signature du traité de Campoformio, Paul Ier prend à son service les régiments du prince de Condé que l’Autriche ne pouvait plus conserver[2].
- 11 octobre : victoire navale britannique à la bataille de Camperdown[3].
- 17 octobre (26 vendémiaire an VI) : traité de paix de Campoformio (fin de la Première Coalition) entre la France (Bonaparte) et l'Autriche (le chancelier Cobenzl). L'Autriche abandonne à la France la Belgique, la rive gauche du Rhin et les îles Ioniennes et reconnaît la République cisalpine, accrue du Milanais, de Brescia et de la Valteline. En compensation, elle reçoit une partie de la Vénétie, l'Istrie et la Dalmatie[4].
- 21 octobre, États-Unis : la frégate USS Constitution est lancée. Elle est l'un des plus anciens navires en service régulier dans le monde.
- 22 octobre : premier saut en parachute d'un ballon par André-Jacques Garnerin.

## Naissances
- 4 octobre : Félix Savary (mort en 1841), astronome français.
- 5 octobre : John Gardner Wilkinson (mort en 1875), égyptologue britannique.
- 7 octobre : Édouard Bertin, peintre et journaliste français († 13 septembre 1871).